# Cuphea roseana
Cuphea roseana är en fackelblomsväxtart som beskrevs av Emil Bernhard Koehne. Cuphea roseana ingår i släktet blossblommor, och familjen fackelblomsväxter. Inga underarter finns listade i Catalogue of Life.